# Saison 2021-2022 de l'AC Milan
Maillots
Chronologie
Saison précédente Saison suivante

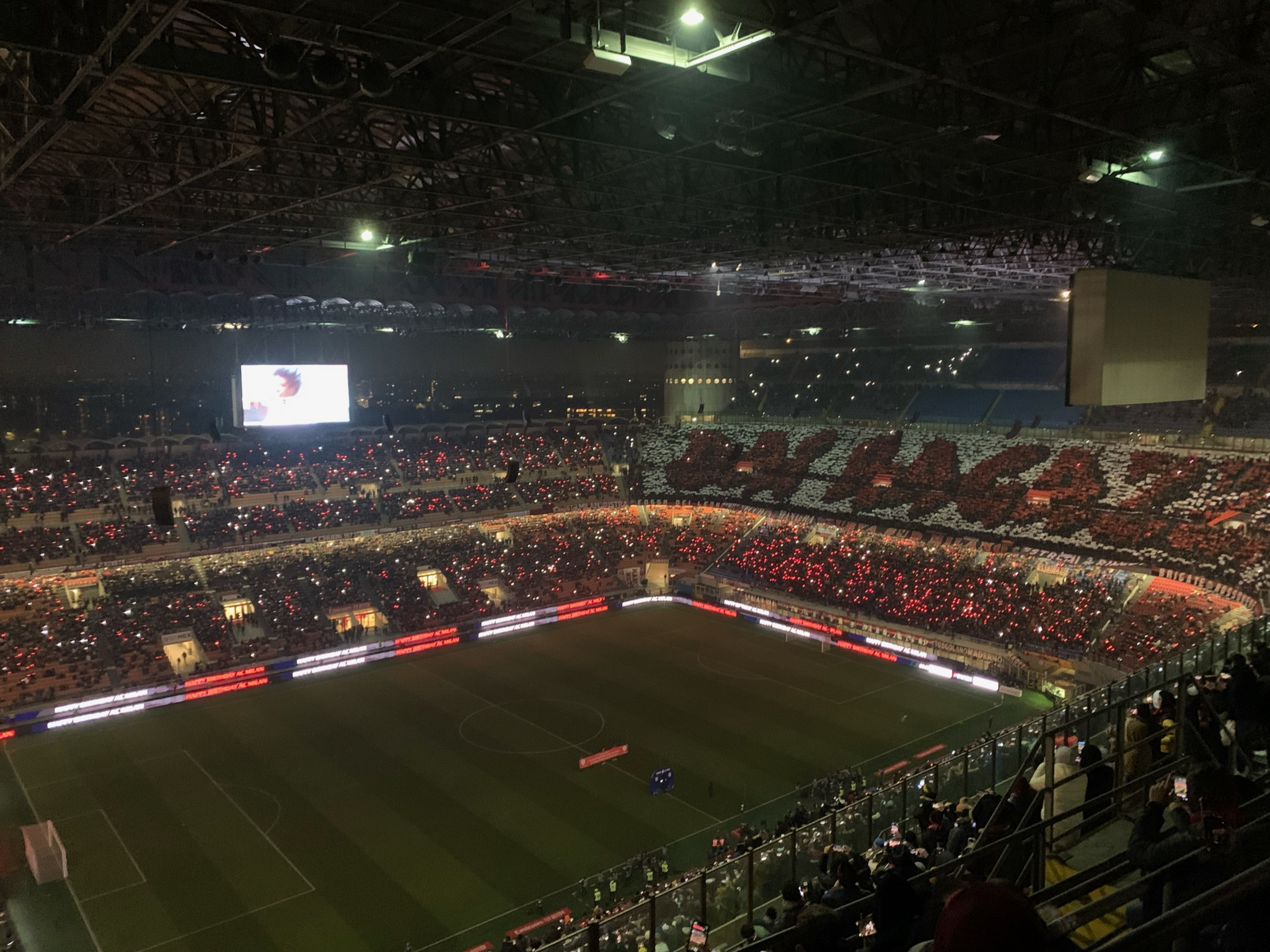
Le stade San Siro avant un match entre l'AC Milan et le SSC Napoli en décembre 2021.

La saison 2021-2022 de l'AC Milan est la 88e saison du club en première division italienne. Cette saison sera marquée par le retour en coupe d'Europe pour jouer la Ligue des champions.

## Tableaux des transferts

### Transferts d'été
| Nom                  | Nationalité | Poste     | Transfert                              | Provenance/Destination | Division       |
| -------------------- | ----------- | --------- | -------------------------------------- | ---------------------- | -------------- |
| Arrivées principales |             |           |                                        |                        |                |
| Fodé Ballo-Touré     | Sénégal     | Défenseur | Transfert (4 200 000 euros)            | AS Monaco              | Ligue 1        |
| Olivier Giroud       | France      | Attaquant | Transfert (1 000 000 euros)            | Chelsea FC             | Premier League |
| Mike Maignan         | France      | Gardien   | Transfert (13 000 000 euros)           | LOSC Lille             | Ligue 1        |
| Fikayo Tomori        | Angleterre  | Défenseur | Transfert (28 500 000 euros)           | Chelsea FC             | Premier League |
| Sandro Tonali        | Italie      | Milieu    | Transfert définitif (10 000 000 euros) | Brescia Calcio         | Série A        |
| Brahim Díaz          | Espagne     | Milieu    | Prêt (2 ans) avec option d'achat       | Real Madrid            | Liga           |
| Alessandro Florenzi  | Italie      | Défense   | Prêt (1 an) avec option d'achat        | AS Roma                | Serie A        |
| Départs principaux   |             |           |                                        |                        |                |
| Hakan Çalhanoğlu     | Turquie     | Milieu    | Fin de contrat                         | Inter Milan            | Série A        |
| Brahim Díaz          | Espagne     | Milieu    | Retour de prêt                         | Real Madrid            | Liga           |
| Antonio Donnarumma   | Italie      | Gardien   | Fin de contrat                         | —                      | —              |
| Gianluigi Donnarumma | Italie      | Gardien   | Fin de contrat                         | Paris SG               | Ligue 1        |
| Diego Laxalt         | Uruguay     | Défenseur | Transfert (3 500 000 euros)            | Dynamo Moscou          | Premier-Liga   |
| Mario Mandžukić      | Croatie     | Attaquant | Fin de contrat                         | —                      | —              |
| Giacomo Olzer        | Italie      | Milieu    | Transfert (3 000 000 euros)            | Brescia Calcio         | Série A        |
| Jens Petter Hauge    | Norvège     | Attaquant | Transfert (12 000 000 euros)           | Eintracht Francfort    | Bundesliga     |

### Transferts d'hiver
| Nom                  | Nationalité | Poste   | Transfert                    | Provenance/Destination | Division |
| -------------------- | ----------- | ------- | ---------------------------- | ---------------------- | -------- |
| Arrivées principales |             |         |                              |                        |          |
| Départs principaux   |             |         |                              |                        |          |
| Andrea Conti         | Italie      | Défense | Transfert définitif (?euros) | Sampdoria de Gênes     | Série A  |

## Résultats[17]

### Serie A
| Journée | Date       | Lieu      | Adversaire         | Score | Buteur(s) pour l'AC Milan                             |
| ------- | ---------- | --------- | ------------------ | ----- | ----------------------------------------------------- |
| 1       | 23/08/2021 | extérieur | Sampdoria de Gênes | 0-1   | Díaz 9e                                               |
| 2       | 29/08/2021 | domicile  | Cagliari Calcio    | 4-1   | Tonali 12e, Leão 17e, Giroud 24e 43e (pen.)           |
| 3       | 12/09/2021 | domicile  | SS Lazio           | 2-0   | Leão 45e, Ibrahimović 67e                             |
| 4       | 19/09/2021 | extérieur | Juventus FC        | 1-1   | Rebić 76e                                             |
| 5       | 22/09/2021 | domicile  | Venise FC          | 2-0   | Díaz 68e, Hernandez 82e                               |
| 6       | 25/09/2021 | extérieur | Spezia Calcio      | 1-2   | Maldini 48e, Díaz 86e                                 |
| 7       | 03/10/2021 | extérieur | Atalanta Bergame   | 2-3   | Calabria 1re, Tonali 43e, Leão 78e                    |
| 8       | 16/10/2021 | domicile  | Hellas Vérone      | 3-2   | Giroud 59e, Kessié 76e (pen.), Günter 78e (csc)       |
| 9       | 23/10/2021 | extérieur | Bologne FC         | 2-4   | Leão 16e, Calabria 35e, Bennacer 84e, Ibrahimović 90e |
| 10      | 26/10/2021 | domicile  | Torino FC          | 1-0   | Giroud 14e                                            |
| 11      | 31/10/2021 | extérieur | AS Rome            | 1-2   | Ibrahimović 25e, Kessié 57e (pen.)                    |
| 12      | 07/11/2021 | domicile  | Inter Milan        | 1-1   | de Vrij 17e (csc)                                     |
| 13      | 20/11/2021 | extérieur | ACF Fiorentina     | 4-3   | Ibrahimović 62e 67e, Venuti 90+6e (csc)               |
| 14      | 28/11/2021 | domicile  | US Sassuolo        | 1-3   | Romagnoli 21e                                         |
| 15      | 01/12/2021 | extérieur | Genoa CFC          | 0-3   | Ibrahimović 10e, Messias 31e 45e                      |
| 16      | 04/12/2021 | domicile  | US Salernitana     | 2-0   | Kessié 5e, Saelemaekers 18e                           |
| 17      | 11/12/2021 | extérieur | Udinese Calcio     | 1-1   | Ibrahimović 90+2e                                     |
| 18      | 19/12/2021 | domicile  | SSC Naples         | 0-1   |                                                       |
| 19      | 22/12/2021 | extérieur | Empoli FC          | 2-4   | Kessié 12e 42e, Florenzi 63e, Hernandez 69e           |
| 20      | 06/01/2022 | domicile  | AS Rome            | 3-1   | Giroud 8e (pen.), Messias 17e, Leão 82e               |
| 21      | 09/01/2022 | extérieur | Venise FC          | 0-3   | Ibrahimović 2e, Hernandez 48e 59e (pen.)              |
| 22      | 17/01/2022 | domicile  | Spezia Calcio      | 1-2   | Leão 45e                                              |
| 23      | 23/01/2022 | domicile  | Juventus FC        | 0-0   |                                                       |
| 24      | 05/02/2022 | extérieur | Inter Milan        | 1-2   | Giroud 75e 78e                                        |
| 25      | 13/02/2022 | domicile  | Sampdoria de Gênes | 1-0   | Leão 6e                                               |
| 26      | 19/02/2022 | extérieur | US Salernitana     | 2-2   | Messias 5e, Rebić 77e                                 |
| 27      | 25/02/2022 | domicile  | Udinese Calcio     | 1-1   | Leão 29e                                              |
| 28      | 06/03/2022 | extérieur | SSC Naples         | 0-1   | Giroud 49e                                            |
| 29      | 12/03/2022 | domicile  | Empoli FC          | 1-0   | Kalulu 19e                                            |
| 30      | 19/03/2022 | extérieur | Cagliari Calcio    | 0-1   | Bennacer 59e                                          |
| 31      | 04/04/2022 | domicile  | Bologne FC         | 0-0   |                                                       |
| 32      | 10/04/2022 | extérieur | Torino FC          | 0-0   |                                                       |
| 33      | 15/04/2022 | domicile  | Genoa CFC          | 2-0   | Leão 11e, Messias 87e                                 |
| 34      | 24/04/2022 | extérieur | SS Lazio           | 1-2   | Giroud 50e,Tonali 90+2e                               |
| 35      | 01/05/2022 | domicile  | ACF Fiorentina     | 1-0   | Leão 82e                                              |
| 36      | 08/05/2022 | extérieur | Hellas Vérone      | 1-3   | Tonali 45+3e 49e, Florenzi 86e                        |
| 37      | 15/05/2022 | domicile  | Atalanta Bergame   | 2-0   | Leão 56e, Hernandez 75e                               |
| 38      | 22/05/2022 | extérieur | US Sassuolo        | 0-3   | Giroud 17e 32e, Kessié 36e                            |

### Classement
| Rang | Équipe             | Pts | J  | G  | N  | P  | Bp | Bc | Diff |
| ---- | ------------------ | --- | -- | -- | -- | -- | -- | -- | ---- |
| 1    | AC Milan           | 86  | 38 | 26 | 8  | 4  | 69 | 31 | +38  |
| 2    | Inter Milan T'S'C  | 84  | 38 | 25 | 9  | 4  | 84 | 32 | +52  |
| 3    | SSC Naples         | 79  | 38 | 24 | 7  | 7  | 74 | 31 | +43  |
| 4    | Juventus FC        | 70  | 38 | 20 | 10 | 8  | 57 | 37 | +20  |
| 5    | SS Lazio           | 64  | 38 | 18 | 10 | 10 | 77 | 58 | +19  |
| 6    | AS Rome            | 63  | 38 | 18 | 9  | 11 | 59 | 43 | +16  |
| 7    | ACF Fiorentina     | 62  | 38 | 19 | 5  | 14 | 59 | 51 | +8   |
| 8    | Atalanta Bergame   | 59  | 38 | 16 | 11 | 11 | 65 | 48 | +17  |
| 9    | Hellas Vérone      | 53  | 38 | 14 | 11 | 13 | 63 | 57 | +6   |
| 10   | Torino FC          | 50  | 38 | 13 | 11 | 14 | 46 | 41 | +5   |
| 11   | US Sassuolo        | 50  | 38 | 13 | 11 | 14 | 64 | 66 | -2   |
| 12   | Udinese Calcio     | 47  | 38 | 11 | 15 | 12 | 61 | 58 | +3   |
| 13   | Bologne FC         | 46  | 38 | 12 | 10 | 16 | 44 | 55 | -11  |
| 14   | Empoli FC P        | 41  | 38 | 10 | 11 | 17 | 50 | 70 | -20  |
| 15   | Sampdoria de Gênes | 36  | 38 | 10 | 6  | 22 | 46 | 63 | -17  |
| 16   | Spezia Calcio      | 36  | 38 | 10 | 6  | 22 | 41 | 71 | -30  |
| 17   | US Salernitana P   | 31  | 38 | 7  | 10 | 21 | 33 | 78 | -45  |
| 18   | Cagliari Calcio    | 30  | 38 | 6  | 12 | 20 | 34 | 68 | -34  |
| 19   | Genoa CFC          | 28  | 38 | 4  | 16 | 18 | 27 | 60 | -33  |
| 20   | Venise FC P        | 27  | 38 | 6  | 9  | 23 | 34 | 69 | -35  |

Qualifications européennes
Ligue des champions de l'UEFA 2022-2023
Ligue Europa 2022-2023
Ligue Europa Conférence 2022-2023
- 7e : tour de barrage - voie principale

Relégation
Abréviations

### Évolution du classement
| Journée  | 1 | 2 | 3 | 4 | 5 | 6 | 7 | 8 | 9 | 10 | 11 | 12 | 13 | 14 | 15 | 16 | 17 | 18 | 19 | 20 | 21 | 22 | 23 | 24 | 25 | 26 | 27 | 28 | 29 | 30 | 31 | 32 | 33 | 34 | 35 | 36 | 37 | 38 | Journées en tête |
| -------- | - | - | - | - | - | - | - | - | - | -- | -- | -- | -- | -- | -- | -- | -- | -- | -- | -- | -- | -- | -- | -- | -- | -- | -- | -- | -- | -- | -- | -- | -- | -- | -- | -- | -- | -- | ---------------- |
| Rang     | 8 | 4 | 2 | 3 | 3 | 2 | 2 | 2 | 2 | 2  | 2  | 2  | 2  | 2  | 2  | 1  | 2  | 3  | 2  | 2  | 2  | 2  | 3  | 3  | 1  | 1  | 2  | 1  | 1  | 1  | 1  | 1  | 1  | 1  | 1  | 1  | 1  | 1  | 14               |
| Résultat | V | V | V | N | V | V | V | V | V | V  | V  | N  | D  | D  | V  | V  | N  | D  | V  | V  | V  | D  | N  | V  | V  | N  | N  | V  | V  | V  | N  | N  | V  | V  | V  | V  | V  | V  | —                |

### Coupe d'Italie
| Tour       | Date            | Lieu      | Adversaire  | Score | Buteur(s) pour l'AC Milan                |
| ---------- | --------------- | --------- | ----------- | ----- | ---------------------------------------- |
| 1/8 finale | 13 janvier 2022 | domicile  | Genoa CFC   | 3-1   | Giroud 74e, Leão 102e, Saelemaekers 112e |
| 1/4 finale | 9 février 2022  | domicile  | SS Lazio    | 4-0   | Leão 24e, Giroud 41e 45+1e, Kessié 79e   |
| 1/2 finale | 1er mars 2022   | domicile  | Inter Milan | 0-0   |                                          |
|            | 20 avril 2022   | extérieur | Inter Milan | 3-0   |                                          |

### Ligue des Champions
| Tour            | Date              | Lieu      | Adversaire         | Score | Buteur(s) pour l'AC Milan |
| --------------- | ----------------- | --------- | ------------------ | ----- | ------------------------- |
| Phase de Poules | 15 septembre 2021 | extérieur | Liverpool FC       | 3-2   | Rebić 42e, Díaz 44e       |
|                 | 28 septembre 2021 | domicile  | Atlético de Madrid | 1-2   | Leão 20e                  |
|                 | 19 octobre 2021   | extérieur | FC Porto           | 1-0   |                           |
|                 | 3 novembre 2021   | domicile  | FC Porto           | 1-1   | Mbemba 61e (csc)          |
|                 | 24 novembre 2021  | extérieur | Atlético de Madrid | 0-1   | Messias 87e               |
|                 | 7 décembre 2021   | domicile  | Liverpool FC       | 1-2   | Tomori 29e                |